# Gaius Bellicus Natalis
Gaius Bellicus Natalis war ein römischer Politiker und Senator im 1. Jahrhundert n. Chr. 
Bellicus Natalis stammte aus Vienna in der Gallia Narbonensis. Er war im Jahr 68 unter der Regierung des Kaisers Galba gemeinsam mit Publius Cornelius Scipio Asiaticus römischer Suffektkonsul. Gaius Bellicus Natalis Tebanianus, Suffektkonsul im Jahr 87, war vielleicht sein Sohn.